# Уша (притока Березини)
Уша (біл. Уша́) — річка в Білорусі, в Мінській області, права притока річки Березина.
Довжина річки — 89 км, площа водозбірного басейну — 725 км², середньорічна витрата води в гирлі — 4,2 м³/с, середній похил річки 0,6 м/км.
Річка починається на південь від села Смільниця Смолевицького району в 13 км на північний захід від міста Смолевичі . Поруч з витоком Уши знаходиться розв'язка автомагістралей М1 і М2 . Від витоку основний напрямок течії Уші — південний схід, потім річка тече на схід і північний схід. Верхня течія знаходиться у Смолевицькому районі, середня — в Червенському, нижня — в Березинському районі .
Тече переважно південно-східними схилами Мінської височини. Найвищий рівень води в середині квітня. Замерзає в кінці листопада, льодохід в середині березня. Приймає стік з меліоративних каналів.
Долина річки до села Уборки Червенського району невиразна, на решті трапецієподібна; шириною 0,9-1,2 км, найбільша близько 3,5 км. Схили пологі, висотою 5-20 м. Заплава двостороння (ширина 100—200 м), до гирла річки Макон заболочена і поросла лісом, нижче пересічена, піщано-торф'яниста.
Русло від витоку на відстані 13,9 км каналізовано, на решті помірно звивисте. У гирлі річки протоки і острови. Береги переважно круті і обривисті .
Основні притоки — Кленівка, Білиця (праві); Макон (ліва).
Найбільші з сіл і присілків, через які тече Уша: Пекалін, Шабуни, Заброддя (Смолевицький район); Рудня, Уборки, Рованицька Слобода, Гродно (Червенський район); Котово, Стара Князівка, Уша (Березинський район). В Рудні і Рованицкій Слободі на річці — греблі і загати.
Ширина річки біля гирла — 10 метрів, швидкість течії 0,2 м/с .